# Anisodes celsa
Anisodes celsa là một loài bướm đêm trong họ Geometridae.